# Le Monde magique de Jérôme Commandeur
Le Monde magique de Jérôme Commandeur est une série télévisée française en 8 épisodes d'environ 25 minutes, créée et écrite par Jérôme Commandeur et diffusée pour les fêtes de Noël sur Canal+ en 2024.
Il est conçue comme une parodie d'émissions de télévision et plateformes de streaming.

## Distribution

### Personnages principaux
- Jérôme Commandeur : lui-même / le « guide » de l’émission / divers rôles (dont Patrice Balnaky)
- Audrey Lamy : Jezabel Balnaky
- Gérard Darmon
- Mister V
- Laurent Lafitte : Patrick Cohen
- Marina Foïs : Anne-Élisabeth Lemoine
- Alison Wheeler
- Karin Viard
- Panayotis Pascot
- Pio Marmaï
- Eddy Mitchell
- Guillaume Gallienne
- Vincent Dedienne
- Louise Bourgoin
- Nicolas Husser : Rigodon
- Léna Situations
- Valérie Lemercier
- Julien Doré
- Philippine Leroy-Beaulieu
- Jeanne Arènes

## Production
Le tournage s'est déroulé à Paris.